# Rörtjärnen (Örträsks socken, Lappland, 712431-165419)
Rörtjärnen är en sjö i Lycksele kommun i Lappland och ingår i Öreälvens huvudavrinningsområde.